# Eric Geddes
Eric Campbell Geddes (ur. 26 września 1875 w Indiach, zm. 22 czerwca 1937), brytyjski polityk, członek Partii Konserwatywnej, minister w rządach Davida Lloyda George’a.
Był synem Aucklanda Campbella Geddesa. Wykształcenie odebrał w Oxford Military College oraz w Merchiston Castle School w Edynburgu. Następnie wyjechał do Stanów Zjednoczonych, a później do Indii. Po powrocie do Wielkiej Brytanii rozpoczął pracę w North-Eastern Railway. W latach 1906–1914 był tam zarządcą generalnym.
W 1915 r. roczął pracę w Ministerstwie Amunicji. Był kolejno zastępcą dyrektora generalnego ds. zaopatrzenia w amunicję, dyrektorem generalnym wojskowego transportu kolejowego, inspektorem generalnym ds. transportu Brytyjskiego Korpusu Ekspedycyjnego oraz kontrolerem Royal Navy. W 1917 r. został wybrany do Izby Gmin z okręgu Cambridge. Okręg ten reprezentował do 1922 r.
Od razu po wyborze został pierwszym lordem Admiralicji. W 1919 r. został ministrem bez teki, a następnie ministrem transportu. Urząd ten sprawował do 1921 r. Następnie był przewodniczącym Komisji Wydatków Narodowych, który ogłosiła kontrowersyjny projekt ograniczenia wydatków publicznych (tzw. "topór Geddesa", Geddes Axe). Zmarł w 1937 r.
Jego brat, Auckland Geddes, również był ministrem w rządzie Lloyda George’a.